# 랑베르 윌슨
랑베르 우일손(Lambert Wilson, 1958년 8월 3일 ~ )은 프랑스의 배우이다.

## 출연 작품
- 캣 우먼
- 사하라 - 마사드
- 매트릭스 2: 리로디드 - 메로빙지언
- 매트릭스 3: 레볼루션 - 메로빙지언
- 타임라인 - 로드 아르노 역
- 플로리스 - 핀치 역
- 블라인드 맨
- 바이씨클링 위드 몰리에르
- 어네스트와 셀레스틴 - 어네스트 역
- 바비큐
- 러브인베를린
- 골동품 수집가
- 5 to 7 - 발레리 역
- 스윗 프랑세즈 - 몬트모르 자작 역
- 라비드 독스
- 아쏠로
- 원 맨 앤 히즈 카우
- 더 컨페션스
- 붐2
- 미친개들 - 아이 아빠 역
- 9명의 번역가 - 에릭 앙스트롬 역
- 베네데타 - 눈쵸 역
- 매트릭스: 리저렉션
- 미시즈 해리스 파리에 가다 - 아폴리트 드 사샤누 역
- 어네스트와 셀레스틴: 멜로디 소동 - 어네스트 역